# Cunard Line

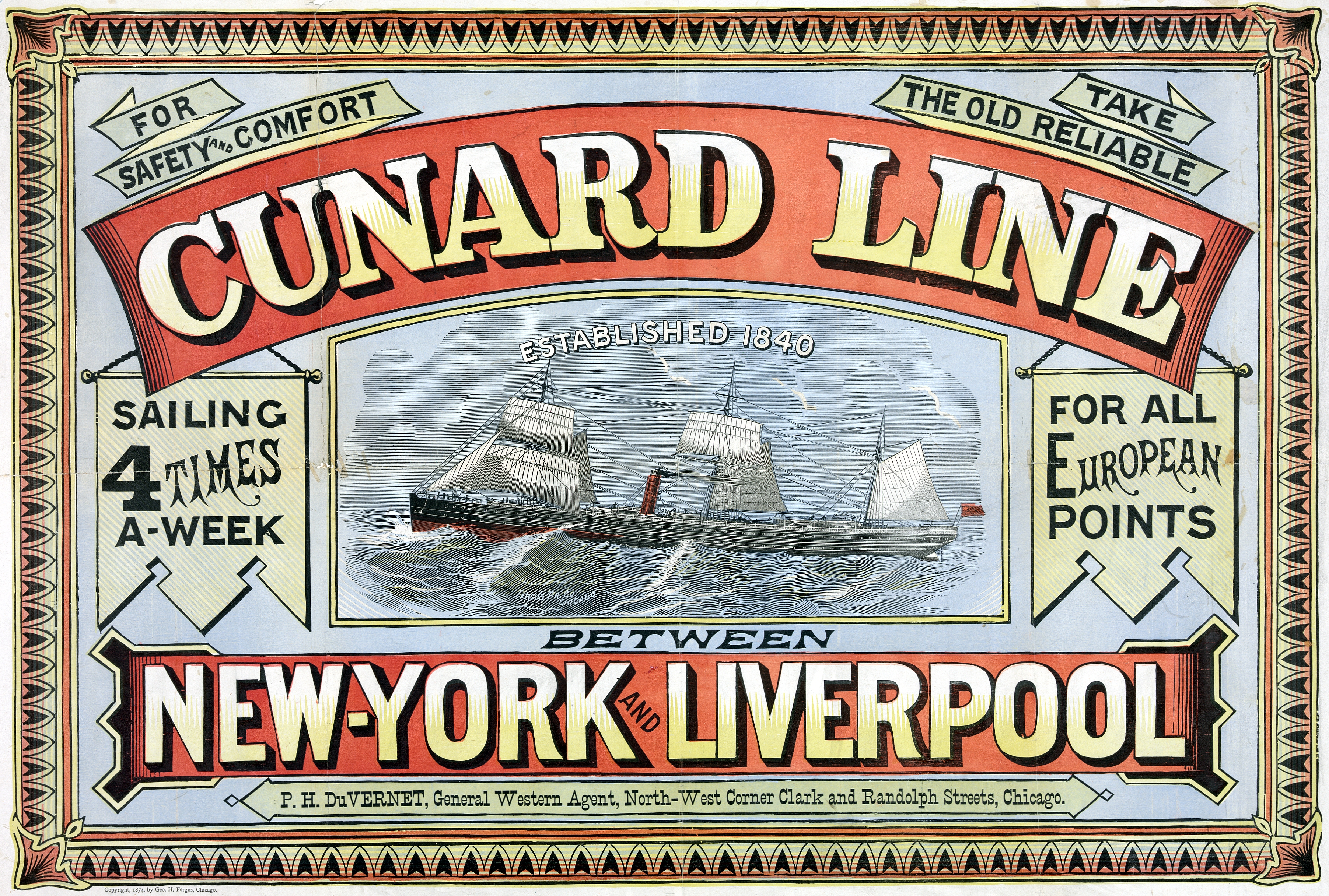
Affiche uit 1875

De Cunard Line is een Brits-Amerikaanse rederij vooral bekend om klassieke oceaanlijners zoals de Queen Mary en moderne cruiseschepen.

## Ontstaan
In 1838 besloot de Britse regering dat er een reguliere scheepsverbinding moest komen tussen Engeland en de Canadese stad Halifax, onder andere om post te vervoeren. De in Canada geboren Samuel Cunard won het contract om deze scheepsverbinding te verzorgen. In 1840 ging de rederij van start met een viertal houten stoomschepen, waaronder de Britannia, toentertijd een van de eerste trans-Atlantische passagiersschepen ter wereld. De vier schepen waren vergeleken met hun concurrenten uit de tijd niet opzienbarend. Toch werd de rederij een succes omdat de verbinding frequent en betrouwbaar was. Zo hamerde Cunard meer op veiligheid dan op snelheid. Vanaf 1863 voer Cunard ook tussen Liverpool en New York. In deze periode werden de houten schepen vervangen door metalen schepen. Samuel Cunard overleed in 1865.

## Concurrentie
Vanaf 1871 kwamen er geduchte concurrenten op de postdienst tussen Liverpool en New York, waaronder de Norddeutscher Lloyd en de White Star Line. De rederijen concurreerden tot 1900 alleen met de algemene scheepstonnage, maar toen Cunard in 1907 de RMS Lusitania in gebruik nam, begon ook de White Star Line reuzenschepen te bouwen, onder andere de RMS Titanic. Cunard ontving in deze periode subsidie van de Britse regering, aangezien de concurrentie ook een prestigestrijd tussen landen was geworden. In de Eerste Wereldoorlog deden Cunard-schepen dienst als troepentransportschepen of hospitaalschepen. Na de oorlog kreeg Cunard de Imperator van HAPAG als oorlogsbetaling van de Duitsers.

## Fusie met deWhite Star Line
In 1934 fuseerde Cunard Line met haar grootste concurrent, de White Star Line, omdat beide rederijen grote financiële problemen hadden. De Britse regering bood hulp onder voorwaarde van een fusie. De nieuwe naam van de rederij werd Cunard White Star Line. Vele van de grote passagiersschepen gingen toen naar de sloop. Tot die schepen behoorden onder meer de RMS Mauretania (zusterschip van Lusitania) en de RMS Olympic (zusterschip van de Titanic). In 1936 werd de RMS Queen Mary in de vaart genomen, en in 1940 de RMS Queen Elizabeth, het grootste schip van die tijd. In 1947 kocht Cunard de White Star aandelen en in 1949 veranderde de naam van de gefuseerde rederij terug naar Cunard Line.

## Cruises
De jaren 60 stonden in het teken van de opkomst van het verkeersvliegtuig. Deze ontwikkeling maakte het trans-Atlantische passagiersscheepvaartverkeer onrendabel. Rederijen als Cunard gingen zich toeleggen op cruises en vracht. De klassieke oceaanlijners werden afgedankt en vervangen door de Queen Elizabeth 2, dat beter geschikt was voor cruises door warme gebieden. Begin jaren 90 ging het door een aantal blunders van de rederij slecht met Cunard. Het werd in 1998 gekocht door de Carnival Corporation & plc voor een bedrag van 500 miljoen dollar.
Na de overname zette Carnival Cruise Line de Queen Elizabeth 2 onder de naam Cunard in de markt voor luxe cruises met Britse kwaliteit. Cunard is vooral actief in het Caraïbisch gebied.
Als onderdeel van Carnival telde Cunard in 2019 drie schepen, Queen Mary 2, Queen Victoria en Queen Elizabeth. In 2024 werd een vierde schip ten doop gehouden, de Queen Anne. Sindsdien heeft Cunard Line voor het eerst sinds 2000 vier schepen in de vaart.

## Vloot

### Passagiersschepen (Transatlantic-Service)
| Jaar        | Naam                          | Tonnage    | Werf                                        | Status |
| 1840        | RMS Britannia                 | 1156 brt   | R. Duncan & Co., Glasgow                    | 1849 aan Norddeutsche Bundesflotte verkocht                                                                     |
| 1840        | RMS Acadia                    | 1156 brt   | J. Wood & Co., Glasgow                      | 1849 aan Norddeutsche Bundesflotte verkocht                                                                     |
| 1840        | RMS Caledonia                 | 1156 brt   | Smith & Rodgers, Glasgow                    | 1850 aan Spaanse marine verkocht                                                                                |
| 1840        | RMS Columbia                  | 1156 brt   | R. Steele & Co., Greenock                   | 1843 bij Seal Island (Halifax-Canada) gestrand                                                                  |
| 1843        | RMS Hibernia                  | 1422 brt   | R. Steele & Co., Greenock                   | 1850 aan Spaanse marine verkocht                                                                                |
| 1845        | RMS Cambria                   | 1422 brt   | R. Steele & Co., Greenock                   | 1860 aan Italië verkocht                                                                                        |
| 1848        | RMS America                   | 1834 brt   | R. Steele & Co., Greenock                   | 1866 verkocht en omgebouwd tot zeilschip                                                                        |
| 1848        | RMS Canada                    | 1834 brt   | R. Steele & Co., Greenock                   | 1867 aan Portugal verkocht en omgebouwd tot zeilschip                                                           |
| 1848        | RMS Niagara                   | 1834 brt   | R. Steele & Co., Greenock                   | 1866 verkocht en omgebouwd tot zeilschip                                                                        |
| 1848        | RMS Europa                    | 1834 brt   | R. Steele & Co., Greenock                   | 1867 verkocht en omgebouwd tot zeilschip                                                                        |
| 1850        | RMS Asia (I)                  | 2226 brt   | R. Napier & Sons, Glasgow                   | 1867 verkocht                                                                                                   |
| 1850        | RMS Africa                    | 2226 brt   | R. Steele & Co., Greenock                   | 1868 verkocht                                                                                                   |
| 1853        | RMS Arabia (I)                | 2402 brt   | R. Steele & Co., Greenock                   | 1864 verkocht                                                                                                   |
| 1856        | RMS Persia                    | 3300 brt   | R. Napier & Sons, Glasgow                   | 1868 verkocht en omgebouwd tot zeilschip                                                                        |
| 1859 (1856) | RMS Calabria                  | 2902 brt   | J. & G. Thomson Ltd., Glasgow               | 1856: ex Australasian, E&A / 1859 Cunard / 1876 verkocht                                                        |
| 1862        | RMS Scotia (I)                | 3871 brt   | R. Napier & Sons, Glasgow                   | 1878 verkocht en omgebouwd tot kabellegger                                                                      |
| 1862        | RMS China                     | 2638 brt   | R. Napier & Sons, Glasgow                   | 1880 aan Spanje verkocht en omgedoopt naar "Magellanes"                                                         |
| 1867        | RMS Russia                    | 2960 brt   | J. & G. Thomson, Glasgow                    | 1880 aan Red Star Line verkocht en omgedoopt naar "Waesland"                                                    |
| 1867        | RMS Siberia                   | 2574 brt   | J. & G. Thomson, Glasgow                    | 1880 aan Spanje verkocht en omgedoopt naar "Manila"                                                             |
| 1868        | RMS Samaria (I)               | 2574 brt   | J. & G. Thomson, Glasgow                    | 1902 buiten dienst gesteld en voor de sloop verkocht                                                            |
| 1870        | RMS Abyssinia                 | 3376 brt   | J. & G. Thomson, Glasgow                    | 1880 voor nieuwbouw als aanbetaling gegeven                                                                     |
| 1870        | RMS Parthia (I)               | 3167 brt   | W. Denny & Bros., Dumbarton                 | 1884 voor nieuwbouw als aanbetaling gegeven                                                                     |
| 1870        | RMS Batavia                   | 2553 brt   | W. Denny & Bros., Dumbarton                 | 1884 voor nieuwbouw als aanbetaling gegeven                                                                     |
| 1874        | RMS Bothnia (I)               | 4557 brt   | J. & G. Thomson, Glasgow                    | 1898 buiten dienst gesteld en voor de sloop verkocht                                                            |
| 1875        | RMS Scythia (I)               | 4557 brt   | J. & G. Thomson, Glasgow                    | 1898 buiten dienst gesteld en voor de sloop verkocht                                                            |
| 1879        | RMS Gallia                    | 4809 brt   | J. & G. Thomson, Glasgow                    | 1897 aan Beaver Line verkocht                                                                                   |
| 1881        | RMS Servia (I)                | 7391 brt   | J. & G. Thomson, Glasgow                    | 1901 buiten dienst gesteld en voor de sloop verkocht                                                            |
| 1881        | RMS Catalonia                 | 5588 brt   | J. & G. Thomson, Glasgow                    | 1901 buiten dienst gesteld en voor de sloop verkocht                                                            |
| 1882        | RMS Cephalonia                | 5588 brt   | Laird Bros. & Co., Greenock                 | 1900 verkocht en in "Halior" omgedoopt                                                                          |
| 1882        | RMS Pavonia                   | 5588 brt   | J. & G. Thomson & Co., Glasgow              | 1900 buiten dienst gesteld en voor de sloop verkocht                                                            |
| 1883        | RMS Aurania (I)               | 7269 brt   | J. & G. Thomson, Glasgow                    | 1905 buiten dienst gesteld en voor de sloop verkocht                                                            |
| 1884        | RMS Oregon                    | 7324 brt   | John Elder & Co. Ltd., Glasgow              | 1884: voor Guion Line / 1884 aan Cunard / 1886 gezonken                                                         |
| 1885        | RMS Etruria                   | 7718 brt   | John Elder & Co. Ltd., Glasgow              | 1909 buiten dienst gesteld en voor de sloop verkocht                                                            |
| 1885        | RMS Umbria                    | 7718 brt   | John Elder & Co. Ltd., Glasgow              | 1910 buiten dienst gesteld en voor de sloop verkocht                                                            |
| 1893        | RMS Campania                  | 12950 brt  | Fairfield S.B. & Eng. Co. Ltd., Glasgow     | 1914 aan Royal Navy en ombouw tot vliegdekschip                                                                 |
| 1893        | RMS Lucania                   | 12952 brt  | Fairfield S.B. & Eng. Co. Ltd., Glasgow     | 1909 in Liverpool uitgebrand en gesloopt                                                                        |
| 1898        | RMS Ultonia                   | 10405 brt  | Swan, Hunter & Co. Ltd., Newcastle          | 1917 in Atlantische Oceaan door U 53 getorpedeerd en gezonken (2 doden)                                         |
| 1900        | RMS Ivernia (I)               | 14281 brt  | Swan, Hunter & Co. Ltd., Newcastle          | 1917 bij Griekenland door UB 47 getorpedeerd en gezonken (121 doden)                                            |
| 1900        | RMS Saxonia (I)               | 14281 brt  | Swan, Hunter & Co. Ltd., Newcastle          | 1925 buiten dienst gesteld en voor de sloop verkocht                                                            |
| 1902        | RMS Carpathia                 | 13603 brt  | Swan, Hunter & Co. Ltd., Newcastle          | 1912 Redding van de Titanic-overlevenden/ 1918 getorpedeerd en gezonken                                         |
| 1903        | RMS Slavonia                  | 10606 brt  | John Brown & Co. Ltd., Clydebank            | 1909 bij de Azoren gezonken                                                                                     |
| 1904        | RMS Pannonia                  | 10606 brt  | John Brown & Co. Ltd., Clydebank            | 1922 buiten dienst gesteld en voor de sloop verkocht                                                            |
| 1905        | RMS Carmania (I)              | 19687 brt  | John Brown & Co. Ltd., Clydebank            | 1932 buiten dienst gesteld en voor de sloop verkocht                                                            |
| 1905        | RMS Caronia (I)               | 19687 brt  | John Brown & Co. Ltd., Clydebank            | 1932 buiten dienst gesteld en voor de sloop verkocht                                                            |
| 1907        | RMS Lusitania                 | 31550 brt  | John Brown & Co. Ltd., Clydebank            | 1915 bij Kinsale (Ierland) door U 20 getorpedeerd en gezonken (1198 doden)                                      |
| 1907        | RMS Mauretania                | 31938 brt  | Swan, Hunter & Co.Ltd., Newcastle           | 1935 buiten dienst gesteld en voor de sloop verkocht                                                            |
| 1911        | RMS Ascania (I)               | 9111 brt   | Wigham Richardson & Co. Ltd., Newcastle     | 1918 bij Cape Race (Canada) gezonken                                                                            |
| 1911        | RMS Franconia (I)             | 18150 brt  | Swan, Hunter & W. Rich. Ltd., Newcastle     | 1916 ten zuidwesten van Ierland door U 55 getorpedeerd en gezonken                                              |
| 1911 (1900) | RMS Albania (I)               | 7640 brt   | C.S. Swan & Hunter Ltd., Newcastle          | 1900: ex Cairnrona, Cairn Line / 1911 Cunard / 1912 verkocht                                                    |
| 1912        | RMS Laconia (I)               | 18150 brt  | Swan, Hunter & W. Rich. Ltd., Newcastle     | 1917 bij Fastnet Rock door U 50 getorpedeerd en gezonken                                                        |
| 1913        | RMS Alaunia (I)               | 13405 brt  | Scotts S.B. & Eng. Co. Ltd., Greenock       | 1916 door mijn gezonken                                                                                         |
| 1913        | RMS Andania (I)               | 13405 brt  | Scotts S.B. & Eng. Co. Ltd., Greenock       | 1918 bij Rathlin Island door U 46 getorpedeerd en gezonken                                                      |
| 1914        | RMS Aquitania                 | 45647 brt  | John Brown & Co. Ltd., Clydebank            | 1950 buiten dienst gesteld en voor de sloop verkocht                                                            |
| 1916 (1902) | RMS Flavia                    | 9284 brt   | Palmer Bros. & Co. Ltd., Yarrow             | 1902 voor Uranium Line / 1916 aan Cunard / 1918 ten noordwesten van Ierland door U 107 getorpedeerd en gezonken |
| 1916 (1907) | RMS Folia                     | 6560 brt   | Sir. J. Laing & Co. Ltd., Sunderland        | 1907 voor Uranium Line / 1916 aan Cunard / 1917 bij Ram Head getorpedeerd door U 53 en gezonken                 |
| 1916 (1891) | RMS Feltria                   | 5254 brt   | W. Denny & Bros. Ltd., Dumbarton            | 1891 voor Uranium Line / 1916 aan Cunard / 1917 door UC 48 getorpedeerd en gezonken                             |
| 1917        | RMS Aurania (II)              | 13936 brt  | Scotts SB & Eng. Co. Ltd., Greenock         | 1918 door U 67 bij Ierland getorpedeerd en gestrand bij Mull                                                    |
| 1920 (1913) | RMS Berengaria (ex Imperator) | 52226 brt  | Blohm & Voss AG, Hamburg                    | 1913 voor Hapag / 1920 aan Cunard / 1938 na brandschade gesloopt                                                |
| 1921        | RMS Albania (II)              | 12768 brt  | Scotts S.B. & Eng. Co. Ltd., Greenock       | 1930 aan Libera Triestina S.p.A. verkocht en in "California" omgedoopt                                          |
| 1921        | RMS Scythia (II)              | 20277 brt  | Vickers-Armstrong Ltd., Barrows             | 1958 buiten dienst gesteld en voor de sloop verkocht                                                            |
| 1921        | Laconia                       | 20277 brt  | Swan, Hunter & W. R. Ltd., Newcastle        | 1942 door U 156 bij Ascension getorpedeerd en gezonken (2275 doden)                                             |
| 1922        | RMS Samaria (II)              | 20277 brt  | Cammell Laird & Co. Ltd., Birkenhead        | 1956 buiten dienst gesteld en voor de sloop verkocht                                                            |
| 1923        | RMS Franconia (II)            | 20277 brt  | J. Brown & Co. Ltd., Clydebank              | 1956 buiten dienst gesteld en voor de sloop verkocht                                                            |
| 1924        | RMS Servia (II)               | 20277 brt  | Vickers-Armstrong Ltd., Barrows             | 1924: Carinthia (II) / 1940 bij Ierland door U 46 getorpedeerd en gezonken                                      |
| 1922        | RMS Andania (II)              | 14040 brt  | Hawthorn, Leslie & Co. Ltd., Newcastle      | 1940 bij Rejkavik door UA getorpedeerd en gezonken                                                              |
| 1922        | RMS Ausonia (II)              | 14040 brt  | Vickers-Armstrong Ltd., Newcastle           | 1942 aan Royal Navy verkocht en omgebouwd tot werkschip                                                         |
| 1922        | RMS Antonia                   | 14040 brt  | Vickers-Armstrong Ltd., Newcastle           | 1942 aan Royal Navy verkocht en omgebouwd tot werkschip                                                         |
| 1924        | RMS Aurania (III)             | 14040 brt  | Swan, Hunter & W. R. Ltd., Newcastle        | 1942 aan Royal Navy verkocht en omgebouwd tot werkschip                                                         |
| 1925        | RMS Ascania (II)              | 14040 brt  | Swan, Hunter & W. R. Ltd., Newcastle        | 1957 buiten dienst gesteld en voor de sloop verkocht                                                            |
| 1925        | RMS Alaunia (II)              | 14040 brt  | J. Brown & Co. Ltd., Clydebank              | 1944 aan Royal Navy verkocht en omgebouwd tot werkschip                                                         |
| 1924        | Lancastria                    | 16243 brt  | William Beardmore & Co. Ltd., Glasgow       | 1940 bij Saint-Nazaire door Duitse bommenwerper tot zinken gebracht (2000 - 5000 doden ?)                       |
| 1936        | Queen Mary                    | 80774 brt  | John Brown & Co. Ltd., Clydebank            | 1967 aan Long Beach verkocht en als hotelschip gebruikt                                                         |
| 1939        | RMS Mauretania (II)           | 35738 brt  | Cammell Laird Ltd., Birkenhead              | 1965 buiten dienst gesteld en voor de sloop verkocht                                                            |
| 1940        | RMS Queen Elizabeth           | 83673 brt  | John Brown & Co. Ltd., Clydebank            | 1970 aan C.Y. Tung verkocht / 1972 tijdens ombouw uitgebrand                                                    |
| 1948        | Parthia (II)                  | 13362 brt  | Harland & Wolff Ltd., Belfast               | 1961 aan New Zealand Ship. Co. Ltd. verkocht en in "Remuera" omgedoopt                                          |
| 1948        | Media (I)                     | 13362 brt  | Harland & Wolff Ltd., Belfast               | 1961 aan Cogedar S.p.A. verkocht en in "Flavia" omgedoopt                                                       |
| 1949        | RMS Caronia (II)              | 34274 brt  | John Brown & Co. Ltd., Clydebank            | 1968 verkocht                                                                                                   |
| 1954        | Saxonia (II)                  | 21989 brt  | John Brown & Co. Ltd., Clydebank            | 1963 Carmania (II) / 1973 aan Sovjet-Unie verkocht en in "Leonid Sobinov" omgedoopt                             |
| 1955        | Ivernia (II)                  | 21989 brt  | John Brown & Co. Ltd., Clydebank            | 1963 Franconia (III) / 1973 aan Sovjet-Unie verkocht en in "Fedor Shalyapin" omgedoopt                          |
| 1955        | Carinthia (III)               | 21989 brt  | John Brown & Co. Ltd., Clydebank            | 1968 aan Sitmar S.p.A. verkocht en in "Fairland" omgedoopt                                                      |
| 1957        | Sylvania (II)                 | 21989 brt  | John Brown & Co. Ltd., Clydebank            | 1968 aan Sitmar S.p.A. verkocht en in "Fairwind" omgedoopt                                                      |
| 1968        | Queen Elizabeth 2             | 65863 brt  | John Brown & Co. Ltd., Clydebank            | 1994: 70327 brt / verkocht aan Dubai World (2008)                                                               |
| 1971        | Cunard Adventurer             | 14151 brt  | Rotterdamsche D.D. Mij. N.V.,Rotterdam      | 1977 aan Norwegian Cruise Line AS verkocht en in "Sunward II" omgedoopt                                         |
| 1972        | Cunard Ambassador             | 14151 brt  | Rotterdamsche D.D. Mij. N.V.,Rotterdam      | 1974 door brand zwaar beschadigd en verkocht                                                                    |
| 1975        | Cunard Countess               | 17495 brt  | Burmeister & Wain AS, Kopenhagen            | 1995 aan MSC verkocht, Rhapsody                                                                                 |
| 1976        | Cunard Conquest               | 17495 brt  | Burmeister & Wain AS, Kopenhagen            | 1977 "Cunard Princess" / 1998 aan Royal Olympic Cruise Line S.A. verkocht                                       |
| 1983 (1973) | Vistafjord                    | 24292 brt  | Swan, Hunter Shipbuilders Ltd., Newcastle   | 1973 voor NAL / 1983 aan Cunard / 1998 "Caronia" (III) / 2005 verkocht, Saga Ruby                               |
| 1983 (1965) | Sagafjord                     | 24002 brt  | For. et Ch. de la Mediterranée, La Seyne    | 1965 voor NAL / 1983 aan Cunard / 1996 verkocht, Saga Rose                                                      |
| 1986 (1984) | Sea Goddes I                  | 4253 brt   | Wärtsilä AB, Helsinki                       | 1984 voor Norske Cruise AS / 1986 aan Cunard / 1998 aan Seabourn Cruises                                        |
| 1986 (1984) | Sea Goddes II                 | 4253 brt   | Wärtsilä AB, Helsinki                       | 1984 voor Norske Cruise AS / 1986 aan Cunard / 1998 aan Seabourn Cruises                                        |
| 1993 (1988) | Royal Viking Sun              | 37845 brt  | Wärtsilä AB, Helsinki                       | 1988 voor RVL / 1993 aan Cunard / 1998 aan Seabourn Cruises                                                     |
| 2004        | Queen Mary 2                  | 148528 brt | Chantiers de l'Atlantique S.A., St. Nazaire | In dienst |
| 2005        | Queen Victoria (I)            | 84000 brt  | Fincantieri S.p.A., Monfalcone              | 2005 aan P&O Cruises Ltd. overgedragen en tot "Arcadia" (III) omgedoopt                                         |
| 2007        | Queen Victoria (II)           | 88000 brt  | Fincantieri S.p.A., Monfalcone              | In dienst |
| 2010        | Ms Queen Elizabeth            | 92000 brt  | Fincantieri S.p.A., Monfalcone              | In dienst |
| 2024        | Queen Anne                    | 113000 brt | Fincantieri S.p.A., Monfalcone              | In dienst |

### Vrachtschepen
| Jaar        | Naam           | Tonnage   | Werf                                         | Status                                                                             |
| 1895        | Carinthia (I)  | 5598 brt  | London & Glasgow Eng. & I. Co. Ltd., Glasgow | 1900 bij Haïti gestrand                                                            |
| 1895        | Sylvania (I)   | 5598 brt  | London & Glasgow Eng. & I. Co. Ltd., Glasgow | 1910 buiten dienst                                                                 |
| 1897        | Tyria (I)      | 2936 brt  | Workman, Clark & Co. Ltd., Belfast           | 1928 buiten dienst                                                                 |
| 1898        | Pavia (I)      | 2936 brt  | Workman, Clark & Co. Ltd., Belfast           | 1928 buiten dienst                                                                 |
| 1898        | Cypria         | 2936 brt  | Workman, Clark & Co. Ltd., Belfast           | 1928 buiten dienst                                                                 |
| 1899        | Veria          | 3299 brt  | A. & J. Inglis Ltd., Glasgow                 | 1915 in Middellandse Zee door bom gezonken                                         |
| 1903        | Brescia (I)    | 3255 brt  | ?                                            | 1929 opgelegd / 1931 voor de sloop verkocht                                        |
| 1909        | Phrygia (I)    | 3352 brt  | R. Dixon & Co. Ltd., Middlesbrough           | 1928 verkocht                                                                      |
| 1909 (1895) | Thracia        | 2891 brt  | Russell & Co. Ltd., Port Glasgow             | 1895: ex Orono / 1909 Cunard / 1917 getorpedeerd en gezonken                       |
| 1909 (1896) | Lycia (I)      | 2891 brt  | Russell & Co. Ltd., Port Glasgow             | 1896: ex Oceano / 1909 Cunard / 1917 gekaapt en tot zinken gebracht                |
| 1911 (1909) | Ausonia (I)    | 7907 brt  | ?                                            | 1909: ex Tortona, Thomson Line / 1911 Cunard / 1918 getorpedeerd                   |
| 1911        | RMS Caria      | 3032 brt  | A. & J. Inglis Ltd., Glasgow                 | 1915 getorpedeerd en gezonken                                                      |
| 1915 (1912) | Vandalia (I)   | 7333 brt  | Caird & Co. Ltd., Greenock                   | 1912: ex Anglo-Californian / 1915 Cunard / 1918 getorpedeerd                       |
| 1915 (1913) | Valeria        | 5865 brt  | Lithgows Ltd., Port Glasgow                  | 1913: ex Den of Airlie / 1915 Cunard / 1918 uitgebrand                             |
| 1915 (1913) | Volodia        | 5689 brt  | Lithgows Ltd., Port Glasgow                  | 1913: ex Den of Ogil / 1915 Cunard / 1917 getorpedeerd                             |
| 1915 (1912) | Vinovia        | 5503 brt  | Short Bros. & Co. Ltd., Sunderland           | 1912: ex Anglo-Bolivian / 1915 Cunard / 1917 getorpedeerd                          |
| 1916 (1910) | Valacia (I)    | 6526 brt  | Russell & Co. Ltd., Port Glasgow             | 1910: ex Luceric, A. Weir / 1916 Cunard / 1931 buiten dienst                       |
| 1918        | Vardulia (I)   | 5691 brt  | Russell & Co. Ltd., Port Glasgow             | 1917: ex Verdun / 1918 Cunard / 1929 aan Donaldson Line                            |
| 1918        | Vasconia (I)   | 5680 brt  | Caird & Co. Ltd., Greenock                   | 1901: ex Valverda / 1918 Cunard / 1927 verkocht                                    |
| 1919        | Virgilia       | 7889 brt  | Union Iron Works, San Francisco              | 1918: ex War Rock / 1919 Cunard / 1937 verkocht                                    |
| 1919 (1918) | Vultorno       | 5764 brt  | Northwest Steel Co., Portland                | 1918: ex War Viceroy / 1919 Cunard / 1923 verkocht                                 |
| 1919 (1918) | Vellavia       | 5272 brt  | Armstrong, Whitworth & Co. Ltd., Newcastle   | 1918: ex War Setter / 1919 Cunard / 1925 verkocht                                  |
| 1919 (1918) | Vennonia       | 5225 brt  | Caledon SB & Eng. Co. Ltd., Dundee           | 1918: ex War Carp / 1919 Cunard / 1923 verkocht                                    |
| 1919 (1918) | Venusia        | 5222 brt  | Harland & Wolff Ltd., Belfast                | 1918: ex War Snake / 1919 Cunard / 1923 verkocht                                   |
| 1919 (1918) | Verentia       | 5185 brt  | Harland & Wolff Ltd., Belfast                | 1918: ex War Lemur / 1919 Cunard / 1926 aan A. Weir verkocht, Foreric              |
| 1919 (1918) | Verbania       | 5021 brt  | Harland & Wolff Ltd., Belfast                | 1918: ex Trafalgar / 1919 Cunard / 1926 verkocht                                   |
| 1919 (1918) | Vitellia       | 4449 brt  | Earles SB Co. Ltd., Hull                     | 1918: ex War Pintail / 1919 Cunard / 1919 aan Anchor Line verkocht                 |
| 1919 (1918) | Vindelia       | 4340 brt  | W. Gray & Co. Ltd., West Hartlepool          | 1918: ex War Wagtail / 1919 Cunard / 1924 verkocht                                 |
| 1928        | Bothnia (II)   | 2407 brt  | J. L. Thompson & Sons Ltd., Sunderland       | 1956 verkocht                                                                      |
| 1928        | Bactria        | 2407 brt  | J. L. Thompson & Sons Ltd., Sunderland       | 1954 verkocht                                                                      |
| 1928        | Bantria        | 2407 brt  | J. L. Thompson & Sons Ltd., Sunderland       | 1954 aan Costa Armatori verkocht, Giorgina Costa                                   |
| 1928        | Bosnia         | 2407 brt  | J. L. Thompson & Sons Ltd., Sunderland       | 1939 getorpedeerd en gezonken                                                      |
| 1945        | Brescia (II)   | 3834 brt  | Consolidated Steel Corp., Wilmington         | 1966 verkocht                                                                      |
| 1946 (1943) | Vasconia (II)  | 7058 brt  | Short Bros. & Co. Ltd., Sunderland           | 1943: ex Empire Pendennis, MOWT / 1946 Cunard / 1950 aan BSL, Fresno Star          |
| 1946 (1943) | Valacia (II)   | 7058 brt  | Harland & Wolff Ltd., Belfast                | 1943: ex Empire Camp, MOWT / 1946 Cunard / 1950 aan BCL, New York City             |
| 1947 (1944) | Vandalia(II)   | 6921 brt  | Barclay, Curle & Co. Ltd., Glasgow           | 1944: ex Samfoyle, MOWT / 1947 Cunard / 1954 verkocht                              |
| 1947 (1941) | Vardulia (II)  | 6237 brt  | C. Connell & Co. Ltd., Glasgow               | 1941: ex Granville Stuart, MOWT / 1947 Cunard / 1954 verkocht                      |
| 1947        | Asia (II)      | 8723 brt  | J. Laing & Sons Ltd., Sunderland             | 1963 verkocht                                                                      |
| 1950        | Assyria        | 8530 brt  | Swan, Hunter Shipbuilders Ltd., Newcastle    | 1963 verkocht                                                                      |
| 1951 (1948) | Alsatia (II)   | 7228 brt  | J. L. Thompson & Sons Ltd., Sunderland       | 1948: ex Silverplane, Silver Line / 1951 Cunard / 1963 verkocht                    |
| 1951 (1949) | RMS Andria (I) | 7228 brt  | J. L. Thompson & Sons Ltd., Sunderland       | 1949: ex Silverbriar, Silver Line / 1951 Cunard / 1963 verkocht                    |
| 1953        | Pavia (II)     | 3534 brt  | W. Hamilton & Co. Ltd., Glasgow              | 1965 verkocht                                                                      |
| 1954        | Lycia (II)     | 3534 brt  | W. Hamilton & Co. Ltd., Glasgow              | 1965 verkocht                                                                      |
| 1955        | Phrygia (II)   | 3534 brt  | W. Hamilton & Co. Ltd., Glasgow              | 1965 verkocht                                                                      |
| 1955 (1948) | Arabia (II)    | 8720 brt  | J. Laing & Sons Ltd., Sunderland             | 1948: ex Castillian, Ellerman Lines / 1955 Cunard / 1963 verkocht                  |
| 1955        | Tyria (II)     | 5869 brt  | W. Doxford & Co. Ltd., Sunderland            | 1959 verkocht                                                                      |
| 1959        | Andania (III)  | 7004 brt  | W. Hamilton & Co. Ltd., Glasgow              | 1969 aan Brocklebank Line verkocht, Macharda                                       |
| 1960        | Alaunia (III)  | 7004 brt  | W. Hamilton & Co. Ltd., Glasgow              | 1969 aan Brocklebank Line verkocht, Malancha                                       |
| 1963        | Media (II)     | 7004 brt  | W. Hamilton & Co. Ltd., Glasgow              | 1971 verkocht                                                                      |
| 1961        | Maronia        | 20259 brt | Vickers-Armstrong Ltd., Newcastle            | 1966 verkocht                                                                      |
| 1963        | Parthia (III)  | 5149 brt  | Caledon SB & Eng. Co. Ltd., Dundee           | 1971 verkocht                                                                      |
| 1963        | Saxonia (III)  | 5586 brt  | W. Hamilton & Co. Ltd., Glasgow              | 1968 aan Brocklebank Line verkocht, Mahronda                                       |
| 1964        | Ivernia (III)  | 5589 brt  | Swan, Hunter & W. Rich. Ltd., Newcastle      | 1968 aan Brocklebank Line verkocht, Manipur                                        |
| 1964        | Samaria (III)  | 16682 brt | Govan Shipbuilders Ltd., Govan               | 1969 aan Harrison Line verkocht, Scholar                                           |
| 1964        | Scythia (III)  | 5349 brt  | W. Hamilton & Co. Ltd., Glasgow              | 1969 aan Harrison Line verkocht, Merchant                                          |
| 1966 (1963) | Scotia (II)    | 8063 brt  | C. Connell & Co. Ltd., Glasgow               | 1963: ex Benarmin, Ben Line / 1966 Cunard / 1970 verkocht                          |
| 1966 (1956) | Assyria (II)   | 7739 brt  | Barclay, Curle & Co. Ltd., Glasgow           | 1956: ex Almerian, Ellerman Lines / 1966 Cunard / 1967: Asia (III) / 1969 verkocht |

### Koelschepen
| Jaar        | Naam           | Tonnage   | Werf                                   | Status                                                                            |
| 1961 (1954) | Nordia         | 3534 brt  | W. Hamilton & Co. Ltd., Glasgow        | 1954: Maritime Cargo & Fruit Co. / 1961 Cunard / 1963 verkocht                    |
| 1974 (1973) | Andria (III)   | 7689 brt  | W. Hamilton & Co. Ltd., Glasgow        | 1973: ex Teeside Clipper, Maritime Fruit Carriers / 1974 Cunard / 1981 verkocht   |
| 1976 (1972) | Scythia (IV)   | 16649 brt | ?                                      | 1972: ex Irish Queen, Maritime Fruit Carriers / 1976 Cunard / 1987 verkocht       |
| 1976 (1962) | Alsatia (III)  | 14556 brt | J. L. Thompson & Sons Ltd., Sunderland | 1962: ex Edinburgh Clipper, Maritime Fruit Carriers / 1976 Cunard / 1981 verkocht |
| 1976 (1973) | Carinthia (IV) | 10424 brt | Boelwerf S.A., Antwerpen               | 1985 verkocht                                                                     |
| 1976 (1971) | Saxonia (IV)   | 8547 brt  | ?                                      | 1971: ex Gladiolus, Maritime Fruit Carriers / 1976 Cunard / 1986 verkocht         |
| 1976 (1972) | Carmania (III) | 8535 brt  | Bergens Mek. Verk. A/S, Bergen         | 1972: ex Orange, Maritime Fruit Carriers / 1976 Cunard / 1986 verkocht            |
| 1976 (1972) | Servia (III)   | 8547 brt  | ?                                      | 1971: ex Orchides, Maritime Fruit Carriers / 1976 Cunard / 1986 verkocht          |
| 1976 (1972) | Saxonia (IV)   | 8547 brt  | ?                                      | 1971: ex Chrysanthema, Maritime Fruit Carriers / 1976 Cunard / 1986 verkocht      |
| 1976 (1972) | Andania (IV)   | 7255 brt  | W. Hamilton & Co. Ltd., Glasgow        | 1972: ex Glasgow Clipper, Maritime Fruit Carriers / 1976 Cunard / 1981 verkocht   |
| 1976 (1973) | Alaunia (IV)   | 7255 brt  | W. Hamilton & Co. Ltd., Glasgow        | 1973: ex Cardiff Clipper, Maritime Fruit Carriers / 1976 Cunard / 1981 verkocht   |

### Containerschepen

#### Atlantic Container Lines
| Jaar | Naam                   | Tonnage   | Containers | Werf                                      | Status                                                           |
| 1967 | Atlantic Star          | 12231 brt | 800 TEU    | Ateliers et Chantiers de Dunkerque S.A.   | 1976: 22020 brt, 1200 TEU / 1987 voor de sloop verkocht          |
| 1969 | Atlantic Crown         | 16489 brt | 1200 TEU   | Ateliers et Chantiers de Dunkerque S.A.   | 1985 buiten dienst                                               |
| 1969 | Atlantic Causeway      | 16489 brt | 1200 TEU   | Swan, Hunter Shipbuilders Ltd., Newcastle | 1986 buiten dienst                                               |
| 1970 | Atlantic Conveyor      | 16489 brt | 1200 TEU   | Swan, Hunter Shipbuilders Ltd., Newcastle | 1982 in Falklandoorlog door arg. exocetraket tot zinken gebracht |
| 1985 | Atlantic Conveyor (II) | 58438 brt | 1850 TEU   | Swan, Hunter Shipbuilders Ltd., Newcastle | 1995 aan ACL verkocht                                            |

#### Associated Container Transportation
| Jaar        | Naam   | Tonnage   | Containers | Werf                       | Status                                                                |
| 1969        | ACT 1  | 24821 brt | 1334 TEU   | Bremer Vulkan AG, Vegesack | 1991 aan P&O Lines verkocht, Discovery Bay                            |
| 1969        | ACT 2  | 24821 brt | 1334 TEU   | Bremer Vulkan AG, Vegesack | 1991 aan P&O Lines verkocht, Moreton Bay                              |
| 1970        | ACT 3  | 24821 brt | 1334 TEU   | Bremer Vulkan AG, Vegesack | 1991 aan Blue Star Line verkocht, America Star                        |
| 1970        | ACT 4  | 24821 brt | 1334 TEU   | Bremer Vulkan AG, Vegesack | 1991 aan Blue Star Line verkocht, Melbourne Star                      |
| 1970        | ACT 5  | 24821 brt | 1334 TEU   | Bremer Vulkan AG, Vegesack | 1991 aan Blue Star Line verkocht, Sydney Star                         |
| 1972        | ACT 6  | 24821 brt | 1334 TEU   | Bremer Vulkan AG, Vegesack | 1991 aan Blue Star Line verkocht, Queensland Star                     |
| 1977        | ACT 7  | 43992 brt | 2485 TEU   | Bremer Vulkan AG, Vegesack | 1991 aan P&O Lines verkocht, Palliser Bay                             |
| 1988 (1978) | ACT 8  | 53790 brt | 2436 TEU   | AG Weser, Bremen           | 1978: / 1988 Cunard / 1991 aan P&O Lines verkocht, Pegasus Bay        |
| 1990 (1979) | ACT 10 | 19613 brt | 1120 TEU   | Bremer Vulkan AG, Vegesack | 1979: / 1990 Cunard / 1991 aan Blue Star Line verkocht, Columbia Star |

### Bulkcarriers
| Jaar | Naam              | Tonnage   | Werf                               | Status                         |
| 1971 | Cunard Caravel    | 15498 brt | Astilleros Espanoles S.A., Sevilla | 1974 verkocht                  |
| 1972 | Cunard Campaigner | 15498 brt | Astilleros Espanoles S.A., Sevilla | 1974 verkocht                  |
| 1972 | Cunard Carronade  | 15498 brt | Astilleros Espanoles S.A., Sevilla | 1978 verkocht, Olympic History |
| 1973 | Cunard Calamanda  | 15498 brt | Astilleros Espanoles S.A., Sevilla | 1978 verkocht, Ionian Carrier  |
| 1973 | Cunard Carrier    | 15498 brt | Astilleros Espanoles S.A., Sevilla | 1978 verkocht                  |
| 1973 | Cunard Cavalier   | 15498 brt | Astilleros Espanoles S.A., Sevilla | 1978 verkocht, Olympic Harmony |
| 1973 | Cunard Chieftain  | 15498 brt | Astilleros Espanoles S.A., Sevilla | 1978 verkocht                  |
| 1973 | Cunard Champion   | 15498 brt | Astilleros Espanoles S.A., Sevilla | 1978 verkocht                  |